# Mantispa variolosa
Mantispa variolosa is een insect uit de familie van de Mantispidae, die tot de orde netvleugeligen (Neuroptera) behoort. 
Mantispa variolosa is voor het eerst wetenschappelijk beschreven door Navás in 1914.